# Liste der Baudenkmäler in Windischeschenbach

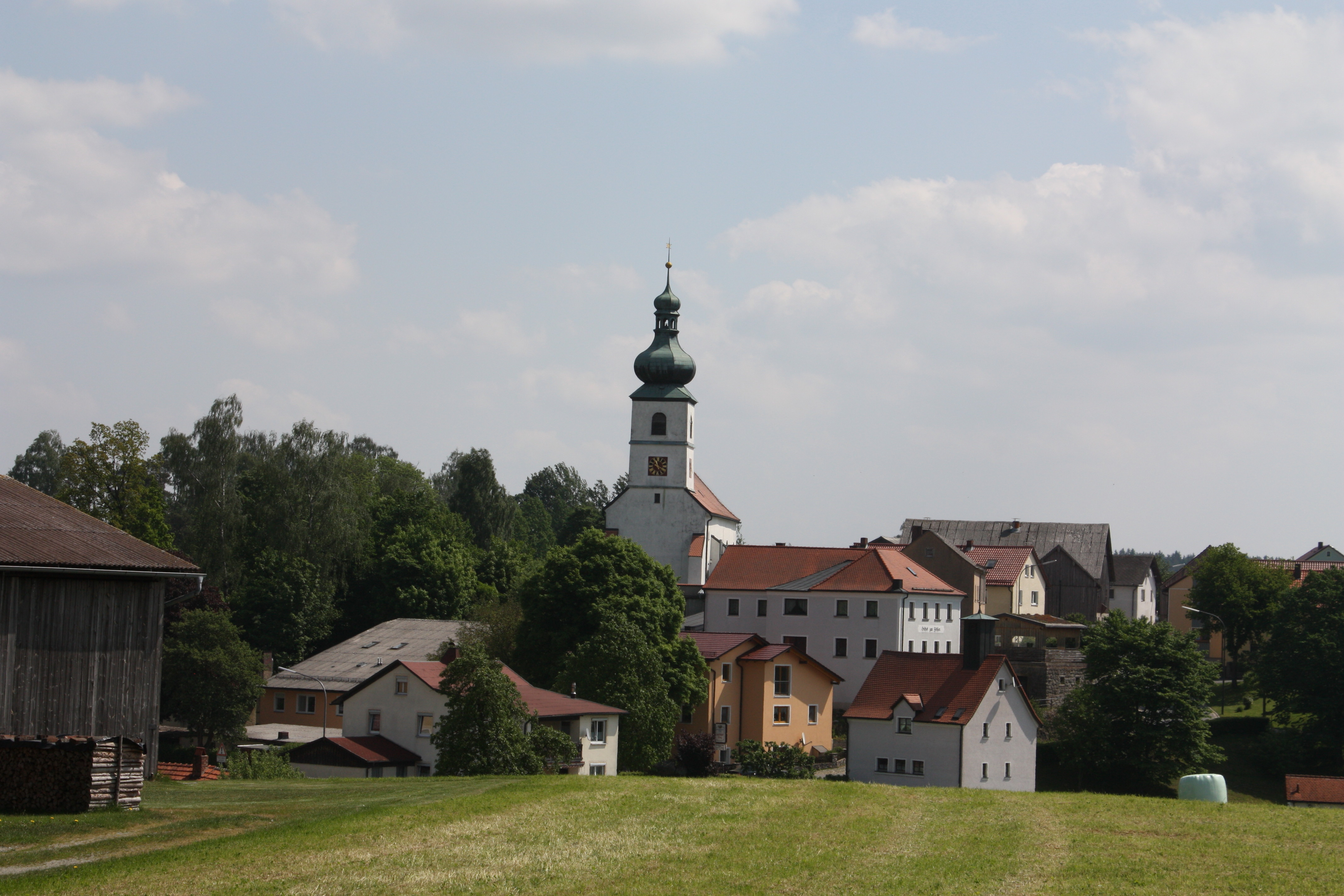
Blick auf Bernstein

Auf dieser Seite sind die Baudenkmäler in der Oberpfälzer Stadt Windischeschenbach zusammengestellt. Diese Tabelle ist eine Teilliste der Liste der Baudenkmäler in Bayern. Grundlage ist die Bayerische Denkmalliste, die auf Basis des Bayerischen Denkmalschutzgesetzes vom 1. Oktober 1973 erstmals erstellt wurde und seither durch das Bayerische Landesamt für Denkmalpflege geführt wird. Die folgenden Angaben ersetzen nicht die rechtsverbindliche Auskunft der Denkmalschutzbehörde.

## Baudenkmäler nach Ortsteilen

### Windischeschenbach
| Lage                                                  | Objekt                                                  | Beschreibung | Akten-Nr.     | Bild |
| ----------------------------------------------------- | ------------------------------------------------------- | --- | ------------- | --- |
| Bahnhofstraße 32 (Standort)                           | Evangelisch-lutherische Christuskirche, Pfarrkirche     | Saalbau mit Steildach und eingezogenem, vierseitig geschlossenem Chor, Flankenturm mit Spitzhelm, kleine Portalvorhalle, Bossenquader, 1930; mit Ausstattung | D-3-74-168-3  | Evangelisch-lutherische Christuskirche, Pfarrkirche                                                               |
| Dornmühlstraße 1 (Standort)                           | Wegkreuz                                                | Gusseisenkruzifix auf Granitsockel mit Votivbild und Inschrift, Ende 19. Jahrhundert | D-3-74-168-9  | BW |
| Eigenheimstufen (Standort)                            | Mehrere Felsenkeller                                    | Mehrere Felsenkeller mit Granittürrahmungen, im Kern 18. Jahrhundert | D-3-74-168-6  | BW |
| Freiherr-vom-Stein-Straße (Standort)                  | Friedhofsmauer                                          | Bossierte Granitquader, zum Teil verputzt, Portale nach Süden, Anlage nach 1900 Grabplatte des Hofmarkrichtersohnes Jahn, Marmor, bezeichnet mit „1603“ Grabmal des Hofmarkrichters Camerlofer, dreiseitiger Granitobelisk auf Postament, bezeichnet mit „1728“ Grabdenkmäler des 19. und frühen 20. Jahrhunderts, Werkstein, zum Teil mit figuraler Plastik Friedhofskreuz, filigrane Eisenkonstruktion mit floralen Ornamenten, mit Gusseisenfigur, um 1900 | D-3-74-168-7  | weitere Bilder |
| Gleißenthaler Straße (am Dornmühlbach) (Standort)     | Heiligenfigur                                           | Heiliger Johannes von Nepomuk, Holz, farbig gefasst, auf Granitsockel, 18. Jahrhundert | D-3-74-168-8  | [[Vorlage:Bilderwunsch/code!/C:49.80297,12.15101!/D:Gleißenthaler Straße (am Dornmühlbach), Heiligenfigur!/\|BW]] |
| Hauptstraße 3 (Standort)                              | Katholische Pfarrkirche St. Emmeram                     | Dreischiffige Basilika, eingezogener, fünfseitig geschlossener Chor, Flankenturm mit Spitzhelm, spätgotisch, Ende 15. Jahrhundert, Langhaus mit Steildach, nach Brand 1848 erneuert, Anbau der Seitenschiffe 1934 und Bemalung der Langhaushochwände und um den Chorbogen im neugotischen Stil entsprechend der damaligen Innenausstattung durch den Kunstmaler des Neubarock Josef Wittmann, 1934 wurde auch von dem windischeschenbacher Kunstmaler das Hochaltarbild gemalt. Im Zuge der Purifizierung und dem Umbau 1973 wurden die Wandmalereien von Josef Wittmann zerstört, das Hochaltarbild gilt als verschollen. Ein Foto des Kircheninnenraumes in den 30er Jahren mit den Arbeiten von Josef Wittmann hat sich erhalten und befindet sich mit seinem künstlerisch Nachlass an Entwürfen zur kirchlichen Malerei im Diözesanmuseum Regensburg. | D-3-74-168-10 | weitere Bilder |
| Hauptstraße 3 (Standort)                              | Substruktion und Hangstützmauer an der Hauptstraße      | Drei rundbogige Nischen mit Lourdes-Kapelle, um 1900 | D-3-74-168-11 | weitere Bilder |
| Hauptstraße 5 (Standort)                              | Dreiseithof                                             | Wohnhaus, mächtiger zweigeschossiger Walmdachbau in Ecklage, mit profilierten Fenstereinfassungen, erste Hälfte 19. Jahrhundert Wirtschaftsgebäude, zweigeschossiger traufständiger Steildachbau, gleichzeitig Hofmauer, mit korbbogiger Toreinfahrt, gleichzeitig Stadel, zweigeschossiger Satteldachbau, Holzfachwerk mit Ziegelausmauerungen, gleichzeitig | D-3-74-168-12 | weitere Bilder |
| Hauptstraße 24 (Standort)                             | Kommunbrauhaus                                          | Eingeschossiger langgestreckter Satteldachbau, nach Norden Halbwalmdach, Bruchstein, zum Teil verputzt, 1852, Sanierung und Dachhaus 1928; mit technischer Ausstattung | D-3-74-168-49 | weitere Bilder |
| Kapellenweg 15 (Standort)                             | Kriegergedächtniskapelle                                | Saalbau mit Steildach und Giebelreiter, dreiseitig geschlossen, 1847 als Kapelle auf dem Hölzl errichtet, 1881 erweitert, Umgestaltung zur Kriegergedächtniskapelle 1951; mit Ausstattung | D-3-74-168-14 | BW |
| Kapellenweg 15 (Standort)                             | Kriegerdenkmal für die Gefallenen des Ersten Weltkriegs | Mit Steinfigur St. Georg, 1920er Jahre | D-3-74-168-15 | BW |
| Karlsbader Straße 2 (Standort)                        | Bildstock                                               | Bossierter Granitpfeiler, kleine Laterne mit halbrunder Bildnische, wohl Ende 19. Jahrhundert | D-3-74-168-5  | BW |
| Neuhauser Straße (Standort)                           | Heiligenfigur                                           | Heiliger Johannes von Nepomuk, Granit, auf Granitsockel mit Postament, bezeichnet mit „1821“ | D-3-74-168-16 | Heiligenfigur |
| Neustädter Straße (Standort)                          | Felsenkeller                                            | Mehrere Felsenkeller mit Türrahmen aus Granit, 18. Jahrhundert | D-3-74-168-51 | BW |
| Neustädter Straße (Standort)                          | Steinkreuz                                              | Mit Einritzung, Granit, wohl 16./17. Jahrhundert | D-3-74-168-18 | BW |
| Neustädter Straße; Rumpelbach (Standort)              | Heiligenfigur, heiliger Johannes von Nepomuk            | Sandstein, auf geschweiftem Granitsockel, 18. Jahrhundert | D-3-74-168-4  | BW |
| Neustädter Straße 24 (Standort)                       | Ehemaliges Haus des Unterrichters                       | Zweigeschossiger Steildachbau, Giebel verputztes Fachwerk, Inschrifttafel bezeichnet mit „1736“ | D-3-74-168-17 | BW |
| Oberer Anger, am sogenannten Schoppersteig (Standort) | Mehrere Felsenkeller                                    | Mehrere Felsenkeller mit Türrahmen aus Granit, 18. Jahrhundert | D-3-74-168-52 | weitere Bilder |
| Pfarrplatz 4 (Standort)                               | Katholischer Pfarrhof                                   | Mächtiger zweigeschossiger Mansardwalmdachbau mit Kolossalpilastern und Stuckgliederungen, bezeichnet mit „1784“ Hoftor, mit rundbogiger Durchfahrt und Nebeneingang, zum Teil Werksteinquader, bezeichnet mit „1781“ Hofmauer nach Norden, wohl 1781 | D-3-74-168-19 | weitere Bilder |
| Rundschleifstraße (Standort)                          | Bildstock aus Granit                                    | Bildstock, Granitschaft, Laterne mit Bildnische, wohl Ende 19. Jahrhundert; an Abzweigung Rundschleifstraße/Pfarrer-Hof-Straße | D-3-74-168-1  | BW |
| Stadlmanngasse (Standort)                             | Mehrere Felsenkeller                                    | Mit Türrahmen aus Granit, 18. Jahrhundert | D-3-74-168-50 | BW |
| Stadtplatz 4 (Standort)                               | Wohnhaus                                                | Zweigeschossiger traufständiger Satteldachbau, Haustüre Biedermeierzeit; wandfeste Ausstattung um 1900 | D-3-74-168-21 | weitere Bilder |
| Stützelstraße (Standort)                              | Bildstock                                               | Toskanische Säule mit Basis und Kapitell, quaderförmige Laterne mit Gesimsen und Kugelbekrönung, Granit, bezeichnet mit „1699“ | D-3-74-168-22 | Bildstock |
| Vogelherd (Standort)                                  | Wegkreuz                                                | Gusseisenkruzifix auf Granitsockel mit Inschrift, nach 1916 | D-3-74-168-55 | BW |
| Bahnlinie Weiden - Eger (Standort)                    | Eisenbahndamm                                           | Bossiertes Quadermauerwerk, geböscht, mit zwei Straßenunterführungen, 1865 Fallkörpersperranlage, Beton, 1983/84 | D-3-74-168-48 | weitere Bilder |

### Berg
| Lage                                                                       | Objekt      | Beschreibung | Akten-Nr.     | Bild        |
| -------------------------------------------------------------------------- | ----------- | --- | ------------- | ----------- |
| Am Eschenbacher Weg; Von Naabdemenreuth nach Windischeschenbach (Standort) | Bildstock   | Toskanische Säule mit Basis und Kapitell, Laterne mit Gesimsen und Kugelbekrönung, Sockel bezeichnet mit „1774“          | D-3-74-168-25 | Bildstock   |
| Berg 2 (Standort)                                                          | Bildstock   | Granitpfeiler mit Laterne und Kreuzbekrönung, wohl zweite Hälfte 19. Jahrhundert                                         | D-3-74-168-24 | Bildstock   |
| Pointzelch (Standort)                                                      | Feldkapelle | Steildachbau mit Spitzbogenöffnungen, dreiseitig geschlossen, neugotisch, zweite Hälfte 19. Jahrhundert; mit Ausstattung | D-3-74-168-23 | Feldkapelle |

### Bernstein
| Lage                                                                         | Objekt                                | Beschreibung | Akten-Nr.     | Bild |
| ---------------------------------------------------------------------------- | ------------------------------------- | --- | ------------- | --- |
| Bernstein B 17 (Standort)                                                    | Katholische Filialkirche St. Nikolaus | Saalkirche mit Steildach, dreiseitig geschlossen, integrierter Westturm mit Zwiebelhaube, 1720, im Kern romanisch, um 1200; mit Ausstattung | D-3-74-168-26 | weitere Bilder |
| Herrenteich; Kirchsteig-Hölzel; Ödwalpersreuth, Staatsstraße 2167 (Standort) | Sühnekreuz                            | Granit, wohl 16./17. Jahrhundert | D-3-74-168-29 | BW |
| Alte Trat; Kr NEW 18 (Standort)                                              | Sühnekreuz                            | Mit Ritzzeichnung, Granit, wohl 16./17. Jahrhundert                                                                                         | D-3-74-168-28 | Sühnekreuz |
| G'wender (am Weg von Bernstein nach Eiglasdorf) (Standort)                   | Wegkreuz                              | Gusseisenkruzifix auf Granitsockel mit Inschrift, bezeichnet mit „1884“                                                                     | D-3-74-168-27 | [[Vorlage:Bilderwunsch/code!/C:49.83348,12.14574!/D:G'wender (am Weg von Bernstein nach Eiglasdorf), Wegkreuz!/\|BW]] |

### Dietersdorf
| Lage                     | Objekt             | Beschreibung                                                                                         | Akten-Nr.     | Bild |
| ------------------------ | ------------------ | --- | ------------- | ---- |
| Dietersdorf 2 (Standort) | Ehemaliges Schloss | Zweigeschossiger traufständiger Steildachbau mit Granit-Fensterrahmungen und Treppengiebeln, um 1850 | D-3-74-168-30 | BW   |

### Gleißenthal
| Lage                      | Objekt                        | Beschreibung | Akten-Nr.     | Bild                          |
| ------------------------- | ----------------------------- | --- | ------------- | ----------------------------- |
| Gleißenthal 15 (Standort) | Katholische Kirche Maria Hilf | Saalkirche mit Steildach und eingezogenem, halbrund geschlossenem Chor, Ostturm mit Zwiebelhaube, 1747, erweitert 1770; mit Ausstattung | D-3-74-168-31 | Katholische Kirche Maria Hilf |

### Neuhaus
| Lage                                                          | Objekt                                                                    | Beschreibung | Akten-Nr.     | Bild                             |
| ------------------------------------------------------------- | ------------------------------------------------------------------------- | --- | ------------- | -------------------------------- |
| Bahnhofstraße 29 (Standort)                                   | Ehemalige Villa des Fabrikanten Stützel                                   | Kubusartiger zweigeschossiger Baukörper mit vier Ecktürmen und zentraler Kuppel, Giebelrisalit nach Südwesten, Neurenaissance, 1887; mit Ausstattung Stufenanlage nach Südwesten, mit drei Treppenläufen und quadratischem Podest, Werkstein, gleichzeitig Parkeinfriedung, Sockelmauer Bruchstein mit Deckplatten, darüber Eisengitterzaun, gleichzeitig | D-3-74-168-2  | BW                               |
| Demeshof (Standort)                                           | Bildstock                                                                 | Kriegerdenkmal mit Pietá und Eisenkreuz, bezeichnet mit „1878“ | D-3-74-168-42 | weitere Bilder                   |
| An der Straße nach Schönficht bei der großen Linde (Standort) | Bildstock                                                                 | Bezeichnet mit „1878“, Steinsäule mit Laterne und vier Bildnischen | D-3-74-168-43 | weitere Bilder                   |
| Burgstraße 6 (Standort)                                       | Sogenannter Schafferhof des Klosters Waldsassen, ehemaliges Wohnstallhaus | Zweigeschossiger langgestreckter Steildachbau mit geohrten Fensterrahmungen, wohl 17./18. Jahrhundert Nebengebäude, Satteldachbau über winkelförmigem Grundriss, mit Bierkeller, wohl 17./18. Jahrhundert Stallstadel, langgestreckter Schopfwalmdachbau mit segmentbogigen Einfahrtstoren, Bruchstein- und Ziegelmauerwerk, 18./19. Jahrhundert | D-3-74-168-32 | weitere Bilder                   |
| Burgstraße 13; Burgstraße 11 (Standort)                       | Burg Neuhaus                                                              | Anfang 14. Jahrhundert von Ulrich I. von Leuchtenberg als Jagdschloss auf einer ins Waldnaabtal vorspringenden Felszunge errichtet Hauptgebäude, dreigeschossiger Steildachbau, 17./18. Jahrhundert, im Kern älter Bergfried, sogenannter Butterfassturm, Rundturm mit eingezogenem oberen Teil, Quader- und Bruchsteinmauerwerk, Anfang 14. Jahrhundert Reste der Ringmauer nach Norden und Süden, Bruchstein, Anfang 14. Jahrhundert Nebengebäude, eingeschossiger Steildachbau, südöstlich an das Hauptgebäude anschließend, wohl 17./18. Jahrhundert | D-3-74-168-33 | weitere Bilder                   |
| Demeshof (Standort)                                           | Bildstock                                                                 | Schaft mit Bildhäuschen, Granit, und Gusseisenkreuz, 1920 | D-3-74-168-41 | weitere Bilder                   |
| Galgenkatherlweg 1 (Standort)                                 | Bildstock                                                                 | Granitpfeiler, darauf Laterne mit Bildnische, wohl Anfang 18. Jahrhundert | D-3-74-168-34 | weitere Bilder                   |
| Kirchensteig 2 (Standort)                                     | Katholische Kirche St. Agatha                                             | Ovalförmiger Zentralbau mit Kegeldach und eingezogenem, segmentbogig geschlossenem Chor, Turm mit Spitzhelm über Westvorhalle, 1750–52, nach Brand 1887 erneuert; mit Ausstattung | D-3-74-168-35 | weitere Bilder                   |
| Marktplatz 3 (Standort)                                       | Terrakotta-Relief Maria mit Kind                                          | 1921 von Bildhauer Franz Cleve | D-3-74-168-36 | Terrakotta-Relief Maria mit Kind |
| Marktplatz 21 (Standort)                                      | Hausfigur                                                                 | Immaculata, Holz, farbig gefasst, wohl 18. Jahrhundert | D-3-74-168-37 | Hausfigur                        |
| Schönfichter Straße 5, am Feuerwehrhaus (Standort)            | Holzfigur St. Florian                                                     | Holz, farbig gefasst, 18. Jahrhundert | D-3-74-168-13 | Holzfigur St. Florian            |
| Schönfichter Straße 7 (Standort)                              | Bildstock                                                                 | Stiftlandsäule, Toskanische Säule mit Würfelbasis und -kapitell, Laterne mit Gesimsrahmung und Kugelbekrönung, Granit, bezeichnet mit „1780“ | D-3-74-168-38 | weitere Bilder                   |
| Sonnenstraße 20 (Standort)                                    | Bildstock                                                                 | Ädikulaartige Form mit Schweifgiebel, mit Relief Schweisstuch der Veronika, bezeichnet mit „1920“, Sockelinschrift von 1922 | D-3-74-168-39 | weitere Bilder                   |
| Schnepfenbühl; Straßäcker (Standort)                          | Steinkreuz                                                                | Granit, mit Ritzzeichnung, wohl 16./17. Jahrhundert | D-3-74-168-44 | weitere Bilder                   |
| Wurzer Straße 6 (Standort)                                    | Ehemaliges Forsthaus                                                      | Zweigeschossiger Steildachbau mit profilierten Fensterrahmungen, 18. Jahrhundert | D-3-74-168-40 | BW                               |

### Oberbaumühle
| Lage                      | Objekt        | Beschreibung                                                                                        | Akten-Nr.     | Bild |
| ------------------------- | ------------- | --------------------------------------------------------------------------------------------------- | ------------- | ---- |
| Oberbaumühle 1 (Standort) | Heiligenfigur | Heiliger Johannes von Nepomuk, Holz, farbig gefasst, auf gemauertem Postament, wohl 18. Jahrhundert | D-3-74-168-45 | BW   |

### Schweinmühle
| Lage                                                  | Objekt          | Beschreibung | Akten-Nr.     | Bild |
| ----------------------------------------------------- | --------------- | --- | ------------- | ---- |
| Bahnlinie Weiden - Oberkotzau (bei Bahn-km 18,677) () | Eisenbahnbrücke | Bahnlinie Weiden-Oberkotzau (Strecke 5050), Streckenüberführung, Brücke in bossiertem Granitmauerwerk mit Segmentgewölbebogen, 1897 | D-3-74-168-58 |      |

### Keinem Ortsteil zugeordnet
| Lage                                                                   | Objekt                                     | Beschreibung                                                                       | Akten-Nr.     | Bild                                       |
| ---------------------------------------------------------------------- | ------------------------------------------ | ---------------------------------------------------------------------------------- | ------------- | ------------------------------------------ |
| Bahnlinie Weiden - Oberkotzau (bei km 16,900) ()                       | Eisenbahnbrücke über die Fichtelnaab       | Bogenbrücke, mit Zahnschnittfries, aus Granit, 1865                                | D-3-74-168-46 |                                            |
| Bahnlinie Weiden - Oberkotzau (bei km 17,875 und km 18,090) (Standort) | Zwei Eisenbahnbrücken über die Fichtelnaab | Korbbogenbrücken, bossierte Granitquader mit abschließendem Zahnschnittfries, 1865 | D-3-74-168-47 | Zwei Eisenbahnbrücken über die Fichtelnaab |

## Ehemalige Baudenkmäler
In diesem Abschnitt sind Objekte aufgeführt, die früher einmal in der Denkmalliste eingetragen waren, jetzt aber nicht mehr. Objekte, die in anderem Zusammenhang also z. B. als Teil eines Baudenkmals weiter eingetragen sind, sollen hier nicht aufgeführt werden. Aktennummern in diesem Abschnitt sind ehemalige, jetzt nicht mehr gültige Aktennummern.

| Lage                                       | Objekt      | Beschreibung                                                             | Akten-Nr.     | Bild |
| ------------------------------------------ | ----------- | ------------------------------------------------------------------------ | ------------- | ---- |
| Windischeschenbach Schloßhof 13 (Standort) | Wappenstein | Am Landsassengut eingemauerter kleiner Wappenstein, wohl 17. Jahrhundert | D-3-74-168-20 | BW   |